# Eco Rallye Bilbao-Petronor

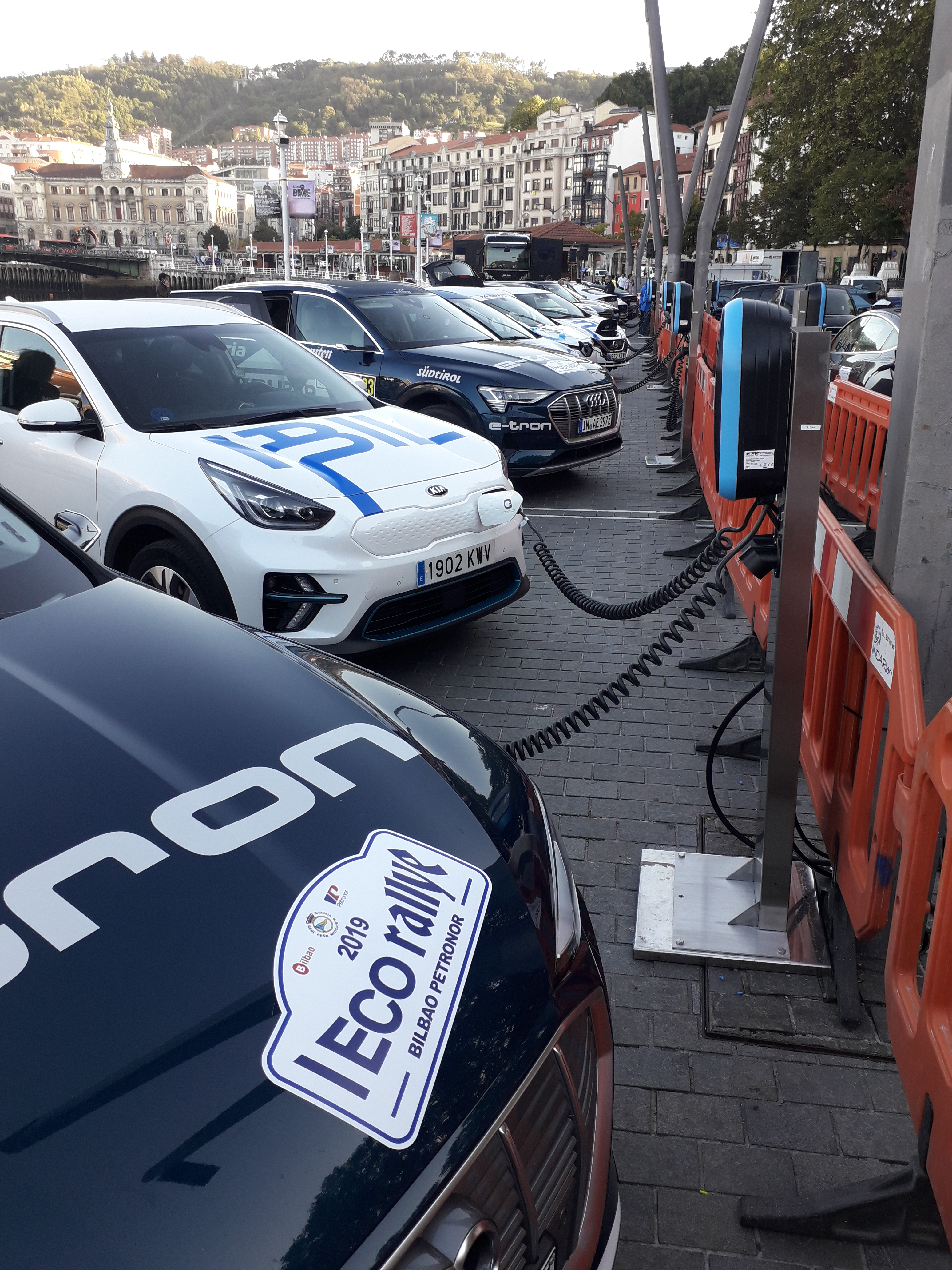
Alcuni veicoli in ricarica al Paseo del Arenal l'11 ottobre 2019

L'Eco Rallye Bilbao-Petronor è una competizione automobilistica con base nella città di Bilbao, riservata a veicoli alimentati tramite fonti di energia alternativa e inserita dal 2019 nel calendario della FIA E-Rally Regularity Cup.

## Albo d'oro
| Edizione | 1º posto                                                                    | 2º posto                                                            | 3º posto                                                 |                               |
| -------- | --------------------------------------------------------------------------- | ------------------------------------------------------------------- | -------------------------------------------------------- | ----------------------------- |
| 2019     | Asier Santamaría (pilota) Roberto Rentería (co-pilota)                      | Fuzzy Kofler (pilota) Franco Gaioni (co-pilota)                     | José Manuel Cortés (pilota) Joseba Rodríguez (co-pilota) |                               |
| 2019     | Hyundai Kona                                                                | Audi e-tron                                                         | Hyundai Kona                                             |                               |
| 2020     | Gara annullata causa Covid-19                                               | Gara annullata causa Covid-19                                       | Gara annullata causa Covid-19                            | Gara annullata causa Covid-19 |
| 2021     | Ricardo González Pozueta (pilota) José Manuel Salas Fuentevilla (co-pilota) | José Manuel Pérez Aicart (pilota) Javier Herrera Alejos (co-pilota) | Eneko Conde Pujana (pilota) Loren Serrano (co-pilota)    |                               |
| 2021     | Kia eSoul                                                                   | Hyundai Kona                                                        | Kia eNiro                                                |                               |
| 2022     | Eneko Conde Pujana (pilota) Lukas Sergnese Bermúdez (co-pilota)             | Michal Žďárský (pilota) Jakub Nábělek (co-pilota)                   | Guido Guerrini (pilota) Artur Prusak (co-pilota)         |                               |
| 2022     | Kia eSoul                                                                   | Hyundai Kona                                                        | Kia eNiro                                                |                               |
| 2023     | Pedro Morais (pilota) Silvia Coutinho (co-pilota)                           | Michal Žďárský (pilota) Jakub Nábělek (co-pilota)                   | Guido Guerrini (pilota) Artur Prusak (co-pilota)         |                               |
| 2023     | Hyundai Ioniq                                                               | Hyundai Kona                                                        | Kia eNiro                                                |                               |